# Barak 56
Barak 56 is een woon- en werkbarak in het voormalige concentratiekamp Westerbork in Midden-Drenthe. 

## Geschiedenis

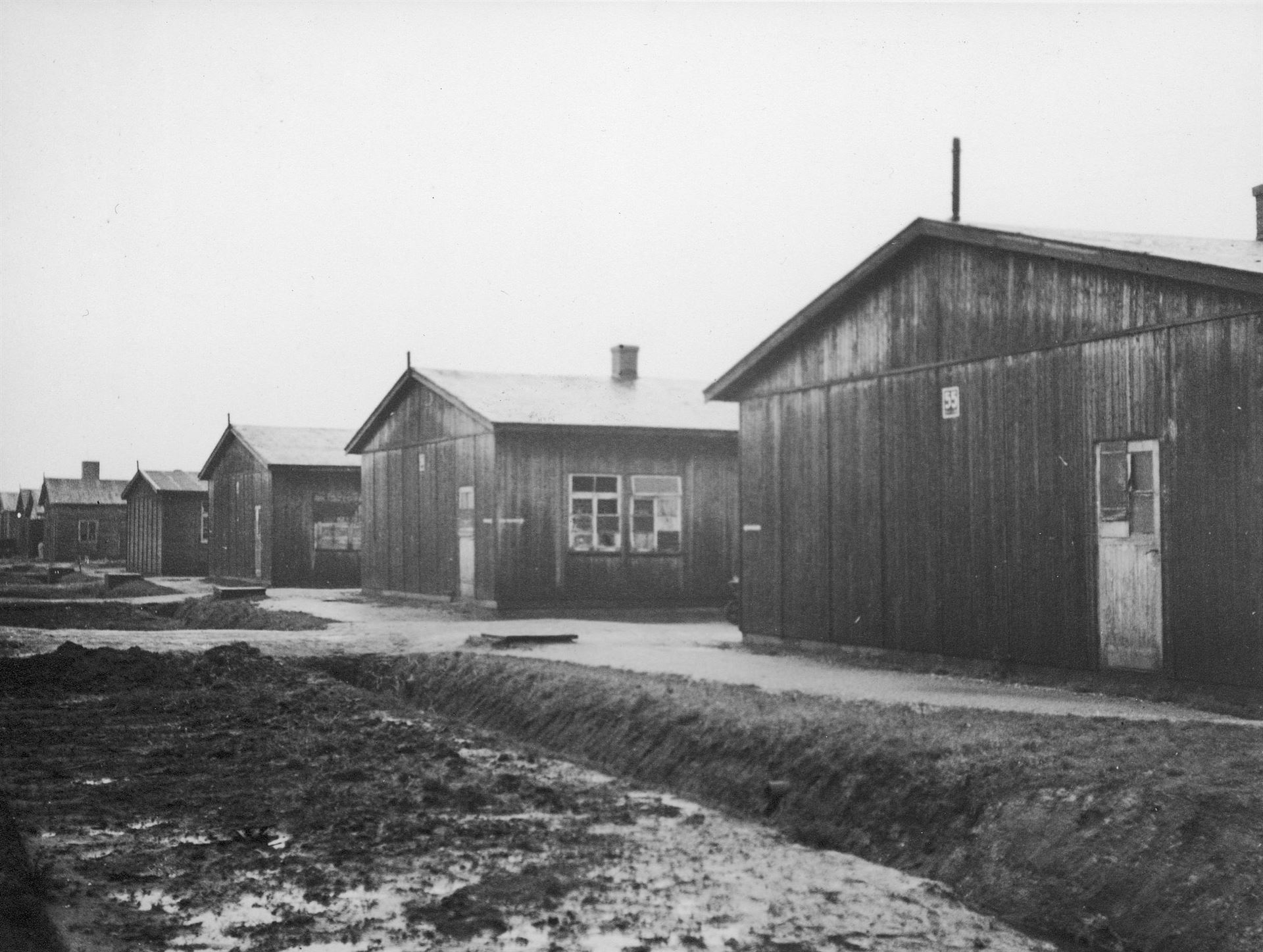
Barak 55 t/m 58 in kamp Westerbork

Barak 56 werd gebouwd als woonbarak bij de uitbreiding van Centraal Vluchtelingenkamp Westerbork als werk- en doorvoerkamp en diende evenals barak 57 als werkplaats om batterijen te recyclen. 
In het voorjaar van 1942, toen de Duitse bezetter besloten had van vluchtelingenkamp Westerbork een doorgangskamp voor Joden te maken, werd het kamp uitgebreid met 24 grote barakken, waaronder barak 56. Verantwoordelijk voor de bouw waren twee aannemersbedrijven uit respectievelijk Delft en Ede. In samenwerking met bewoners van het Centraal Vluchtelingenkamp Westerbork plaatsten medewerkers van beide bedrijven de prefab aangeleverde barakken op het kampterrein. Op de gemetselde fundering werd een houten vloer aangebracht en aan een aantal palen werd de dakconstructie vastgemaakt. De dubbelwandige muren waren van dennen- of vurenhout en werden gevuld met asfaltpapier. Aan de voorzijde van de barak, die uitkwam op de hoofdweg, werd met witte verf het nummer van de barak aangegeven.
Barak 56 bestond daarbij uit verschillende compartimenten. Middenin bevond zich een kleine entree die later als 'keukenruimte' functioneerde. Links en rechts van deze entree waren grote zalen van circa 30 bij 9,5 meter, vol met stapelbedden driehoog, enkele tafels en stoelen, en wat potkachels. Aan beide uiteinden van de barak waren wasruimtes gevestigd met zinken goten waar tegelijkertijd 20 tot 25 gevangenen zich konden wassen. In een hoek een eenzame toiletpot, waar de behoefte ‘s nachts open en bloot gedaan moest worden.
In juli' 42 betraden de eerste "bewoners" barak 56. De omstandigheden waren er erbarmelijk, met name in de eerste maanden toen drinkwater schaars was en elektriciteit ontbrak. 
In het begin was het een woonbarak, vooral voor Joodse gevangenen die slechts kort in het kamp verbleven. In september 1943 werd deze barak een industriebarak, waar door strafgevangenen bijvoorbeeld batterijen moesten worden gesloopt. Het is in theorie mogelijk dat Anne Frank in deze barak heeft gewerkt. Toen het laatste transport op 13 september 1944 vertrokken was, werd de barak een opslagplaats voor geroofde goederen, met name radio’s.
Na de bevrijding was kamp Westerbork bijna drie jaar lang een interneringskamp voor NSB’ers en SS’ers. Ook zij moesten in de sloperij aan de slag, die opnieuw in barak 56 was gevestigd.
Na het vertrek van de NSB'ers en SS'ers werd kamp Westerbork een woonoord, eerst voor Indische Nederlanders en vanaf 1951 voor Molukkers. Ook barak 56 werd weer een woonbarak, nu intern verbouwd tot kleine appartementen en aangevuld met twee gebouwtjes, die dienst deden als keuken. De barakken kwamen leeg te staan, toen de Molukkers vanaf begin jaren zestig uit het kamp vertrokken. Sommige barakken werden gesloopt, andere werden verkocht aan boeren.
In de omringende bossen van het kamp bevindt zich een stortplaats van de batterijen die door gevangenen werden ontmanteld. Op deze plaats heeft lange tijd niets gegroeid, totdat in 2009 het zeer zeldzame ongezoomd ertsmos werd aangetroffen.

## Herbestemming, herontdekking en herplaatsing
In de jaren zestig werden barakken gesloopt of verkocht, waaronder ook Barak 56. Deze barak werd gedemonteerd en bij een boer in Zelhem weer opgebouwd als kippenschuur. Hierbij werd hij in de hoogte ingekort. Filmmaker Walter Duijvestijn sprak in 2009, kort na het afbranden van de Veendammer barak, met zijn Zelhemse schoonvader (geb. 1945) over diens verleden met kamp Westerbork. Die meldde onverwachts dat hij vermoedelijk in het voorjaar van 1963, als jonge man, had geholpen bij het demonteren van een barak. Hij was als timmerman door de aankopende Zelhemse boer ingeschakeld om te kijken hoe de barak in elkaar zat, om die later weer te kunnen opbouwen in Zelhem.  Hij herinnerde zich Molukkers in het kamp en specifieke details van de demontage. Zo liet men de complete zijwanden, inclusief de ramen met intact glas, uit staande positie ter aarde vallen. Door het samenpersen van lucht maakte het geheel een zachte landing, en bleef zelfs het glas gespaard. Met een enkele handcirkelzaag werden de wanden passend gezaagd om die te kunnen vervoeren. Met meerdere vrachtwagenladingen ging het gedemonteerde hout daarna richting Zelhem, waar het, in andere configuratie, bijna vijftig jaar in anonimiteit zijn nieuwe taak zou vervullen. 
Hij fietste nog geregeld langs de plek waar de barak in Zelhem weer was opgebouwd en was zich niet bewust van de zeldzaamheid ervan. Navraag van Duijvestijn bij de huidige eigenaren bevestigde zijn verhaal en Duijvestijn trof ook een houten constructie op het boerenerf aan. Hij nam contact op met Herinneringscentrum Westerbork en in 2010 zijn de overblijfselen van de barak aan het Herinneringscentrum Kamp Westerbork geschonken.
Tijdens de demontage in Zelhem maakte het actualiteitenprogramma EénVandaag opnames. 
In 2014 is de barak weer teruggeplaatst op de oorspronkelijke plek op het kampterrein. Hierbij zijn de barakdelen die niet meer aanwezig waren met andere materialen aangevuld. 

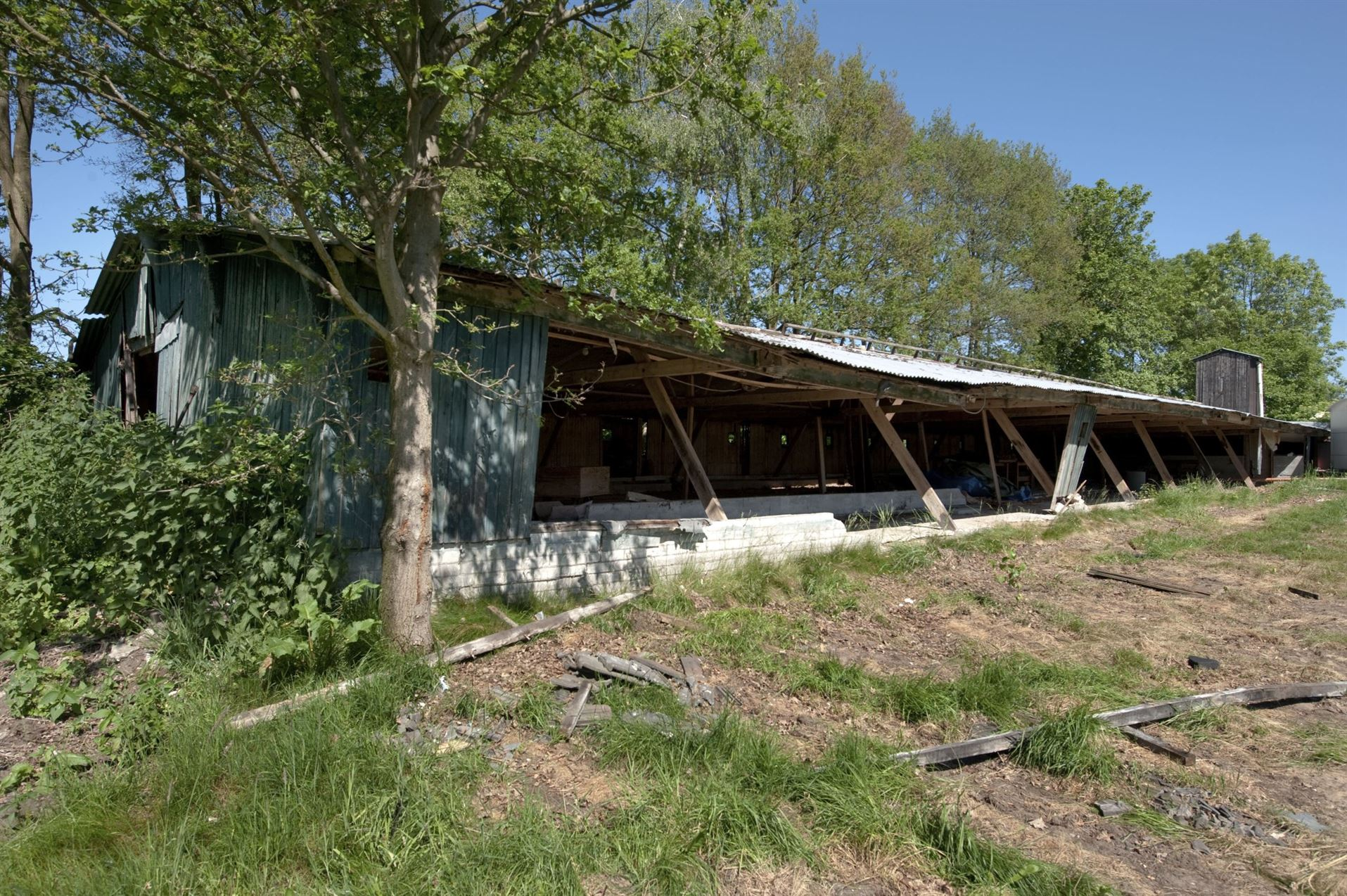
De barak zoals die in 2009 in Zelhem werd aangetroffen